# Марочный лист
Не следует путать со складным почтовым листом или с видовым почтовым листом.

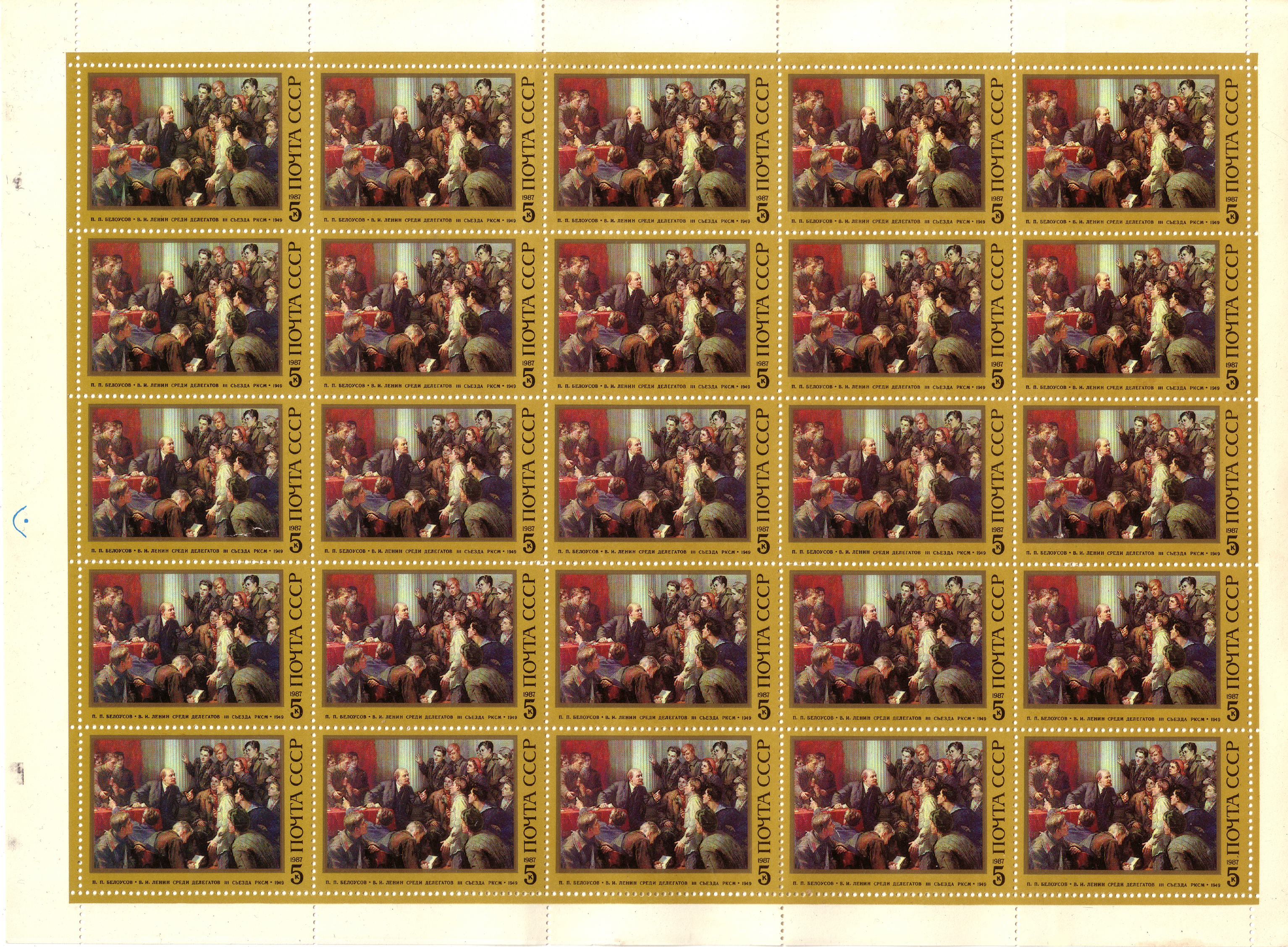
Типичный марочный лист из 25 (5 × 5) почтовых марок СССР, 1987

Ма́рочный лист (продажный лист, или почтовый марочный лист, или «окошечный» лист) (англ. pane, counter sheet, нем. bogen, briefmarkenbogen) — часть типографского листа с напечатанными почтовыми марками, на которые тот разрезается в типографии перед передачей почтовой администрации. Марочные листы такого размера удобнее перевозить, хранить, учитывать и использовать для целей почты. Иногда марочные листы совпадают по размерам с типографскими листами.

## Описание и элементы марочного листа

### Описание марочного листа
Марочный лист насчитывает обычно от 25 до 400 марок в зависимости от величины почтовой марки, формата бумаги и размеров печатной машины.
В XIX веке (в классический период) типографские листы марок часто были и марочными листами, причём число почтовых марок в марочных листах в разных странах тогда, как правило, было следующим:
| Страна         | Число марок в листе | Схема размещения марок |
| -------------- | ------------------- | ---------------------- |
| Австрия        | 60                  |                        |
| Великобритания | 240                 | 20 рядов по 12 марок   |
| Франция        | 300                 |                        |

Часто марочные листы выпускают так, чтобы сумма номиналов всех марок на листе была круглой. Это делается для удобства почтовых подсчетов. Более того, для округления этой суммы могут на некоторых марочных местах листа разместить пустые купоны, или псевдокупоны, или свободные поля, тогда количество марок на листе уменьшается и сумма их номиналов становится круглой.

### Размеры марочного листа
От формата марочного листа (определяемого его геометрией) следует отличать величину марочного листа, которая определяется числом марок (или марочных мест) в нём, их видом и расположением. В связи с таким разнообразием существуют разные способы, изложенные ниже, которые используются для того, чтобы измерить марочный лист.
- Формат — геометрический размер марочного листа, определяемый его геометрией, — ширина на высоту в миллиметрах[11]. Формат является обязательной характеристикой двух видов марочного листа — почтового блока и малого листа.➤

Обычные марочные листы, после печати их (в составе типографских листов) на плоскопечатной машине и последующей обрезке, имеют, как правило, верхние и нижние поля разных размеров. Поэтому обычные марочные листы имеют разные геометрические размеры даже в одном тираже (правда, в определенных пределах, конечно).
- Величина — количество марочных мест в листе[4][13]. Иногда величину называют также форматом[14].
  - Обычно величина записывается одним числом и является признаком любого марочного листа. С формальной точки зрения, марочным листом наименьшей величины является почтовый блок с одной почтовой маркой. Марочный лист наибольшей величины, известный в настоящее время, был эмитирован в Великобритании в 1870 году: в него входило 480 марок[4].
  - Другое представление величины марочного листа — в виде количества марок по горизонтали (в рядах), умноженного на количество марок по вертикали (число рядов). Применяется к листам, имеющим больше одной марки. Часто величины марочного листа могут выражаться в смешанном виде — с одновременным указанием общего числа марок и их количества по горизонтали и вертикали. Например, в классический период марочные листы в Великобритании имели величину 240 (12 × 20)[6].

При измерении величины листов с треугольными и ромбическими марками возникают некоторые трудности. Перед подсчетом длины рядов и их количества (а также местоположения отдельных марок в листе) лист с квадратными ромбами (и/или с равнобедренными прямоугольными треугольниками) следует повернуть из стандартного положения вправо или влево на 45°. Обычно лист поворачивается по часовой стрелке (вправо).
Обычно как форматы почтовых блоков, так и величины марочных и малых листов указываются в специальных каталогах, но могут помещаться и в обычных каталогах. В случае, когда марочный лист состоит из одинаковых прямоугольных марок, для полной информации о конфигурации листа достаточно указывать количество марок по горизонтали и вертикали. В иных случаях величина листа может быть записана в более сложном виде, с помощью трёх или более чисел. Для одинаковых треугольных марок величина листа записывается с помощью трёх чисел: например, для серии марок СССР 1966 года «Спорт» (ЦФА [АО «Марка»] № 3370—3372) величина листа равна ((4 × 5) × 2). В случае разных прямоугольных марок величина листа также указывается с помощью трёх чисел: например, для серии СССР 1963 года «День космонавтики» (ЦФА [АО «Марка»] № 2855—2860), имеющей сцепку из шести разных марок (3 × 2), величина листа равна (5 × (3 × 2)).

### Место марок
Основную площадь марочного листа занимают ряды почтовых марок. Место расположения марки в листе определяется, считая слева направо и сверху вниз. Знать место конкретной марки необходимо при обнаружении разновидности.

### Поле (край) марочного листа
К крайним рядам марок в листе прилегают поля (края) листа. На полях марочного листа часто встречаются почтово-технические обозначения (указывается стоимость марок по рядам для облегчения подсчета при их продаже в почтовых отделениях; указывается количество марок в листе), типографско-технические обозначения (указывается номер заказа, дата выпуска, название серии, типография или полиграфическая компания, способ печати, шкала красок, штриховка), рекламные или почтовые тексты или виньетки.

## Виды марочных листов

### Большой лист
Большими марочными листами называются листы, содержащие большое число марок, обычно более 100. Иногда под большим листом филателисты понимают марочные листы, которые поступили в продажу в почтовых отделениях не разрезанными на отдельные части и состоят из разделённых полями секторов.

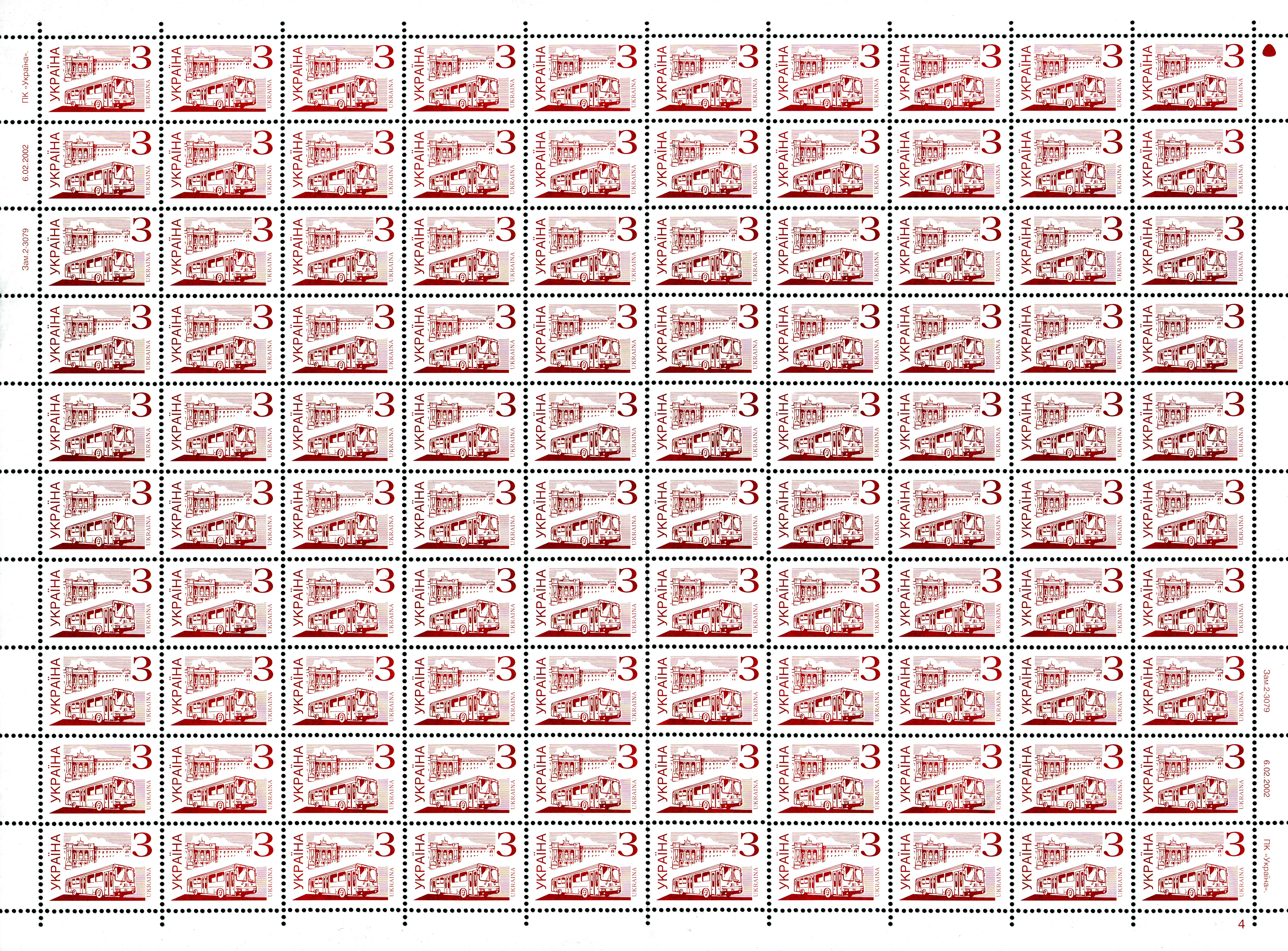
Большой лист из 100 безноминальных стандартных марок Украины (2002) с литерой «З»

### Малый лист
Малый лист, или кляйнбоген, представляет собой небольшой по формату лист почтовых марок. В отличие от обычного (большого) марочного листа, в малом листе небольшое число марок — от 3—4 до 10—16 (в редких случаях и более). В малом листе могут быть как одинаковые марки одного сюжета и номинала, так и различных сюжетов и разных номиналов.

### Декоративный лист
Марочный лист с декоративно-художественным оформлением полей называют декоративным листом. Декоративные листы зачастую оформляются в виде малого листа.

### Лист марок с купонами
В марочном листе наряду с марками на некоторых марочных местах вместо марок могут быть напечатаны купоны. Такие листы называются листами марок с купонами. Это частный случай комбинированных листов.

### Комбинированный лист
На марочном листе могут быть напечатаны как одинаковые марки, так и марки с разными рисунками, разными номиналами, разных цветов, то есть сцепки. Такие листы помещаются в специализированных филателистических коллекциях как в виде отдельных фрагментов, так и целиком, в зависимости от взаиморасположения марок. В конце специализированного каталога приведен список малых и комбинированных листов.
Комбинированный лист (лист марок с разными рисунками, или марочный лист со сцепками) — марочный лист с разными марками: марками разных рисунков (номиналов, цветов) и, может быть, купонов, то есть состоящий из сцепок.
В марочных листах со сцепками могут, например, отличаться друг от друга следующие полоски:
- вертикальные ряды одинаковых марок, что создает горизонтальные комбинации сцепок;
- горизонтальные ряды одинаковых марок, что создает вертикальные комбинации сцепок[28].

Марочные листы со сцепками, имеющих марки разных рисунков или номиналов с купонами или без, являются источниками различных вертикальных, горизонтальных и групповых сцепок.
Особенно интересны для коллекционеров комбинированные листы, на которых напечатаны марки разной формы. Серия СССР 1966 года «Антарктида» состоит из трёх разных марок и одного купона (с частичной перфорацией) (ЦФА [АО «Марка»] № 3318—3320), причем все они имеют форму прямоугольного равнобедренного треугольника. Марочный лист с этими марками состоит из 24 марок и 8 купонов и его величина записывается четырьмя числами ((4 × 2) × 2 × 2) или ((3 × 2) × 2 × 2) (на практике купоны иногда не считаются). Кроме того, такой марочный лист можно разделить на 8 комплектов серий в виде сцепок-квартблоков двумя различными способами: на 8 треугольных сцепок или на 8 прямоугольных сцепок (см. иллюстрации справа[≡]). Оба вида сцепок вполне равноправны и имеют хождение среди филателистов.
Комбинированный лист может иметь и сложную конфигурацию. Так, серия марок СССР 1922 года «Юго-Восток — голодающим» состоит из 3 прямоугольных марок и одной треугольной (правильный треугольник), причем все марки имеют разный формата и не стыкуются ровно между собой. Эти 4 марки напечатаны на одном листе 4 отдельными группами, в каждую группу входят марки только одного формата, одного вида. Номера этих марок по каталогу Соловьёва М1, М2, М3 (треугольная) и М4. Величина листа записана серией чисел: М1(6 × 9) + М4(14 × 2) + М2(9 × 3) + М3(12 × 2 с тет-бешами). Понятно, что из компактных листов треугольных марок всегда образуются тет-беши. Плюсы в записи величины листа говорят о том, что, возможно, такой комбинированный лист считается типографским листом.